# Umberto Sacripante
Umberto Sacripante, all'anagrafe Sacripanti (Roma, 2 ottobre 1904 – Roma, 14 gennaio 1975), è stato un attore italiano.

## Biografia
Debutta giovanissimo nella prosa teatrale, per essere scritturato da Anton Giulio Bragaglia come primo attore nel Teatro degli Indipendenti di Roma. Assunto da Stefano Pittaluga per occuparsi presso la Cines, dell'organizzazione cinematografica dei film in produzione, presso l'industria romana. Sarà anche direttore artistico di vari film tra cui Pastor Angelicus, di Romolo Marcellini, in ultimo sarà segretario del Sindacato Nazionale Attori Cinematografici.
Dal 1931 al 1966, girerà quasi 80 film di vario genere, quasi sempre come caratterista e in parti secondarie, per morire nella sua città natale a 70 anni. Due dei suoi figli, Luciano e Mauro, hanno lavorato nel cinema.

## Filmografia

Umberto Sacripante con María Denis nel film La maestrina (1942)

- La canzone dell'amore, regia di Gennaro Righelli (1930)
- Corte d'Assise, regia di Guido Brignone (1930)
- La canzone è finita, regia di Géza von Bolváry (1930)
- Resurrectio, regia di Alessandro Blasetti (1931)
- Terra madre, regia di Alessandro Blasetti (1931)
- Stella del cinema, regia di Mario Almirante (1931)
- Vele ammainate, regia di Anton Giulio Bragaglia (1931)
- Figaro e la sua gran giornata, regia di Mario Camerini (1931)
- La segretaria privata, regia di Goffredo Alessandrini (1931)
- Palio, regia di Alessandro Blasetti (1932)
- Cinque a zero, regia di Mario Bonnard (1932)
- Il dono del mattino, regia di Enrico Guazzoni (1932)
- L'armata azzurra, regia di Gennaro Righelli (1932)
- La vecchia signora, regia di Amleto Palermi (1932)
- Zaganella e il cavaliere, regia di Gustavo Serena (1932)
- Fanny, regia di Mario Almirante (1933)
- Il caso Haller, regia di Alessandro Blasetti (1933)
- Aria di paese, regia di Eugenio De Liguoro (1933)
- Treno popolare, regia di Raffaello Matarazzo (1933)
- 1860, regia di Alessandro Blasetti (1934)
- Seconda B, regia di Goffredo Alessandrini (1934)
- Vecchia guardia, regia di Alessandro Blasetti (1935)
- La mia vita sei tu, regia di Pietro Francisci (1935)
- Aldebaran, regia di Alessandro Blasetti (1935)
- Darò un milione, regia di Mario Camerini (1935)
- Il diario di una donna amata, regia di Herman Kosterlitz (1936)
- La danza delle lancette, regia di Mario Baffico (1936)
- Bertoldo, Bertoldino e Cacasenno, regia di Giorgio Simonelli (1936)
- Condottieri, regia di Luis Trenker (1937)
- Tutta la vita in una notte, regia di Corrado D'Errico (1938)
- Ettore Fieramosca, regia di Alessandro Blasetti (1938)
- Lettere d'amore dall'Engadina, regia di Luis Trenker (1938)
- Castelli in aria, regia di Augusto Genina (1939)
- Terra di nessuno, regia di Mario Baffico (1939)
- I grandi magazzini, regia di Mario Camerini (1939)
- Montevergine, regia di Carlo Campogalliani (1939)
- L'allegro cantante (Das Abenteuer geht weiter), regia di Carmine Gallone (1939)
- Un'avventura di Salvator Rosa, regia di Alessandro Blasetti (1939)
- Taverna rossa, regia di Max Neufeld (1940)
- La zia smemorata, regia di Ladislao Vajda (1940)
- La corona di ferro, regia di Alessandro Blasetti (1941)
- La cena delle beffe, regia di Alessandro Blasetti (1942)
- M.A.S., regia di Romolo Marcellini (1942)
- La maestrina, regia di Giorgio Bianchi (1942)
- Quattro passi fra le nuvole, regia di Alessandro Blasetti (1942)
- Monte Miracolo, regia di Luis Trenker (1944)
- Umanità, regia di Jack Salvatori (1946)
- Le vie del peccato, regia di Giorgio Pàstina (1946)
- Fabiola, regia di Alessandro Blasetti 1946)
- Il ladro di Venezia, regia di John Brahm (1950)
- Prima comunione, regia di Alessandro Blasetti (1950)
- O.K. Nerone, regia di Mario Soldati (1951)
- Altri tempi, epis. Il processo di Frine, regia di Alessandro Blasetti (1952)
- Il corsaro dell'isola verde, regia di Robert Siodmak (1952)
- L'ingiusta condanna, regia di Giuseppe Masini (1952)
- La muta di Portici, regia di Giorgio Ansoldi (1952)
- Cavallina storna, regia di Giulio Morelli (1953)
- Peppino e la vecchia signora, regia di Piero Ballerini (1954)
- Guai ai vinti!, regia di Raffaello Matarazzo (1954)
- Guerra e pace, regia di King Vidor (1955)
- Il falco d'oro, regia di Carlo Ludovico Bragaglia (1955)
- Suor Maria, regia di Luigi Capuano (1955)
- Il prigioniero della montagna (Flucht in die Dolomiten), regia di Luis Trenker (1955)
- Von der liebe besiegt, regia di Luis Trenker (1956)
- I misteri di Parigi, regia di Fernando Cerchio (1957)
- Addio alle armi, regia di Charles Vidor (1957)
- Pia de' Tolomei, regia di Sergio Grieco (1958)
- Robin Hood e i pirati, regia di Sergio Grieco (1960)
- Io, Semiramide, regia di Primo Zeglio (1962)
- Io, io, io... e gli altri, regia di Alessandro Blasetti (1966)